# Napoli Basket (2016)
Napoli Basket ist ein italienischer Basketballverein aus Neapel, der in der Serie A spielt.

## Geschichte
Der Verein wurde 2016 als Cuore Napoli Basket gegründet, um in der Serie B anzutreten. Der Gründung war die Übersiedlung der ersten in die Serie B aufgestiegenen Herrenmannschaft von Cilento Basket Agropoli nach Neapel vorausgegangen. Gleich in der ersten Saison gewann man den Pokalwettbewerb der Amateure. Wenige Wochen später gelang auch der Aufstieg in die Serie A 2, der zweithöchsten italienische Spielklasse im Basketball der Herren, nachdem man sich im Finale gegen Co.Mark Bergamo durchsetzen konnte. Nach einem Jahr in der Serie A2 stieg der Verein am Ende der Saison 2017/18 wieder in die Serie B ab. Am Ende der Saison nahm der Verein den Namen Napoli Basket an. Zu Ende der Saison 2018/19 hatte man zwar den sportlichen Aufstieg verpasst, sich die Spielberechtigung für die Serie A2 aber von Legnano Basket gesichert, da Legnano wegen fehlender Sponsoren die Lizenz für die Serie A2 an Neapel abgab.
Im zweiten Jahr nach dem Wiederaufstieg in die Serie A2 gewann Neapel in der Saison 2020/21 zum zweiten Mal den Pokalwettbewerb der Amateure, nachdem man sich im Finale gegen Pallalcesto Amatori Udine durchsetzen konnte. Nach vier Spielen konnte sich Neapel auch in der Finalserie der Play-offs gegen Udine durchsetzen, was mit dem Aufstieg in die Serie A verbunden war.
Nach zwei Jahren in der Serie A gewann Neapel in der Spielzeit 2023/24 den italienischen Pokalwettbewerb. Im Finale konnte man sich 77:72 gegen Olimpia Milano durchsetzen.

## Platzierungen
Neapel spielt seit der Saison 2021/22 in der Serie A. Dabei wurden folgende Platzierungen erreicht:
| Saison          | Hauptrunde | Playoffs | Pokal       |
| --------------- | ---------- | -------- | ----------- |
| Serie A 2021/22 | 14.        | -        | -           |
| Serie A 2022/23 | 12.        | -        | -           |
| Serie A 2023/24 | 9.         | -        | Pokalsieger |
| Serie A 2024/25 | 14.        | -        | -           |

## Halle
Der Club trägt seine Heimspiele in der 5.500 Plätze bietende Halle „PalaBarbuto“ im Stadtteil Fuorigrotta aus.

## Namensgeschichte
In der Vereinsgeschichte gab es drei Namenswechsel aufgrund von wechselnden Hauptsponsoren:
- Cuore (bis 2018)
- GeVi (2018–2024)

## Erfolge
- Italienischer Pokalsieger: 2024
- Italienischer Pokalsieger der Amateure: 2017, 2021